# Установка вертикального пуску

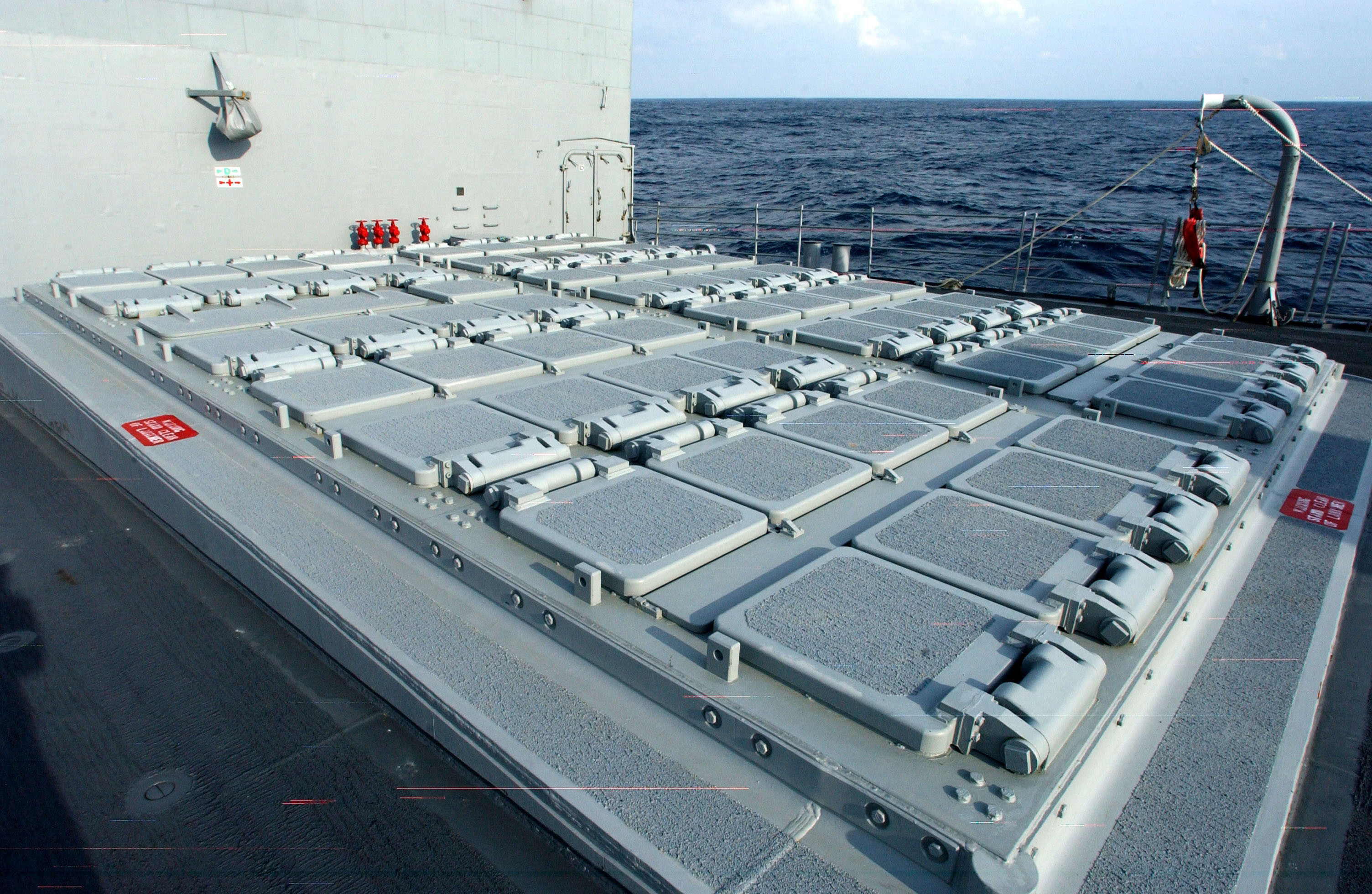
Комірки УВП на борту

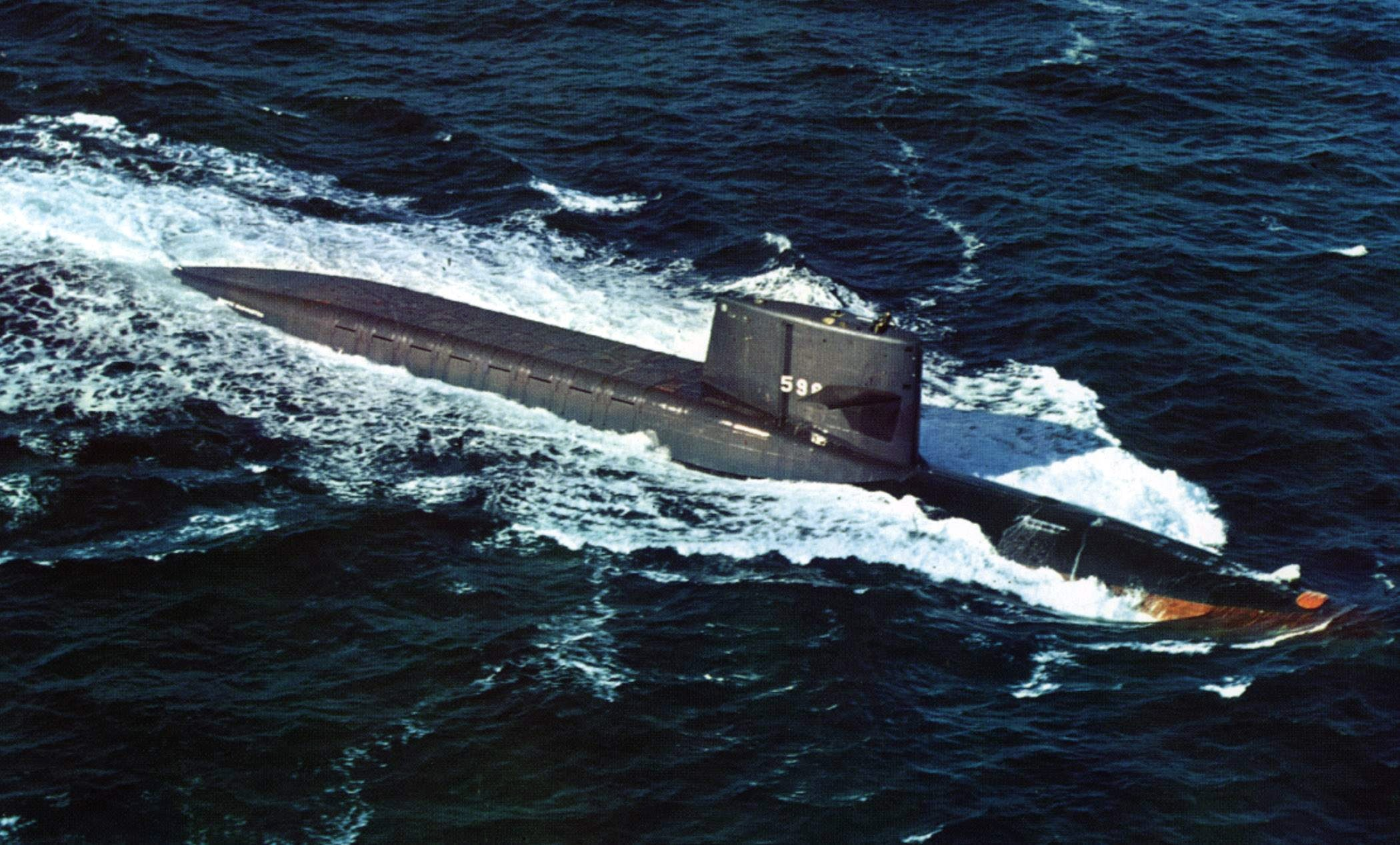
На порозі 1960 року ВМС США ввели в експлуатацію «Джордж Вашингтон» як свій перший підводний човен з балістичними ракетами, зробивши його першим підводним човном із УВП у світі, який використовує ядерний, а не дизельний двигун

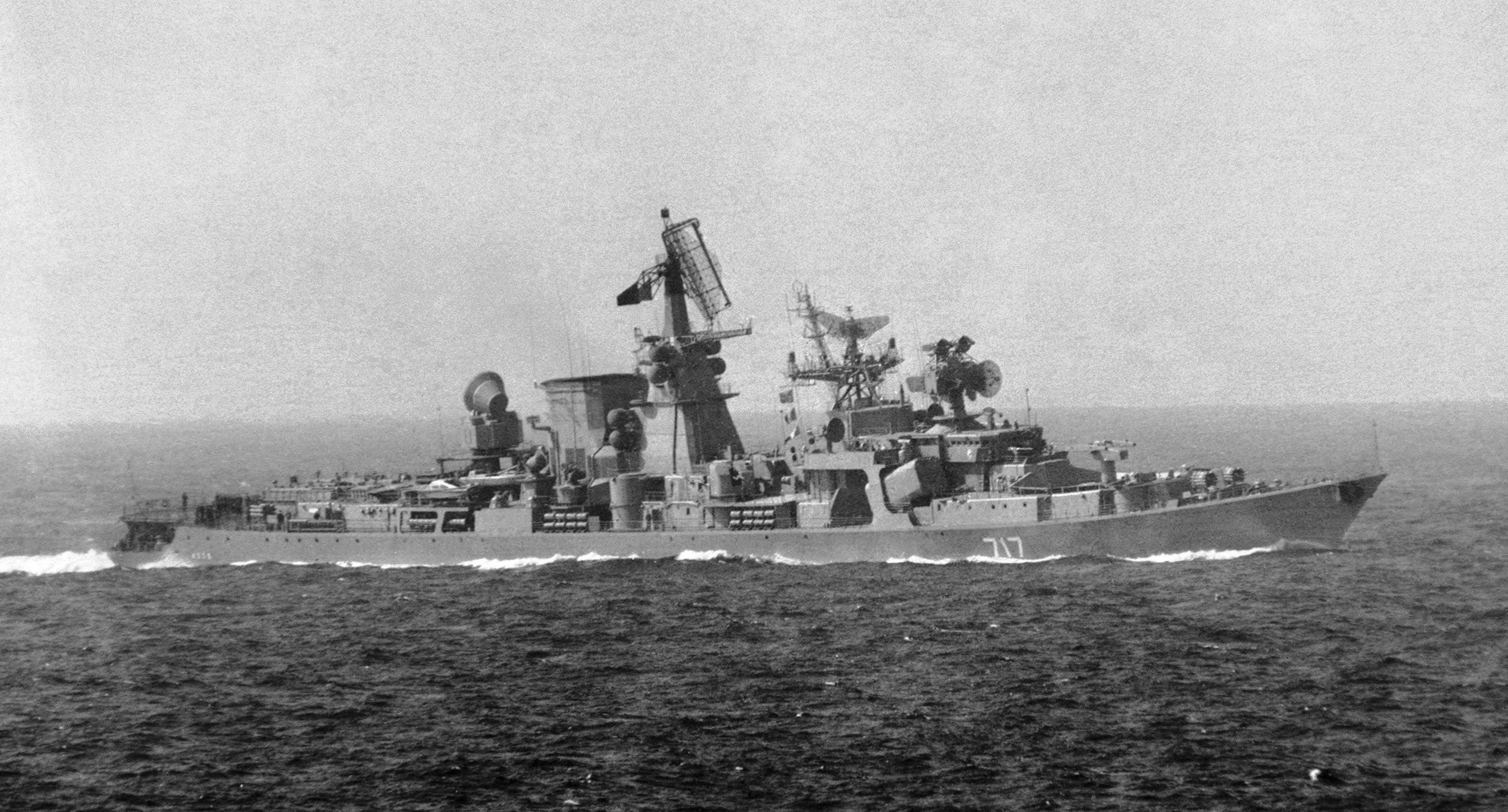
Крейсер класу Кара «Азов» був першим надводним кораблем, оснащеним УВП. Така система містила 48 комірок для ракет 5В55РМ

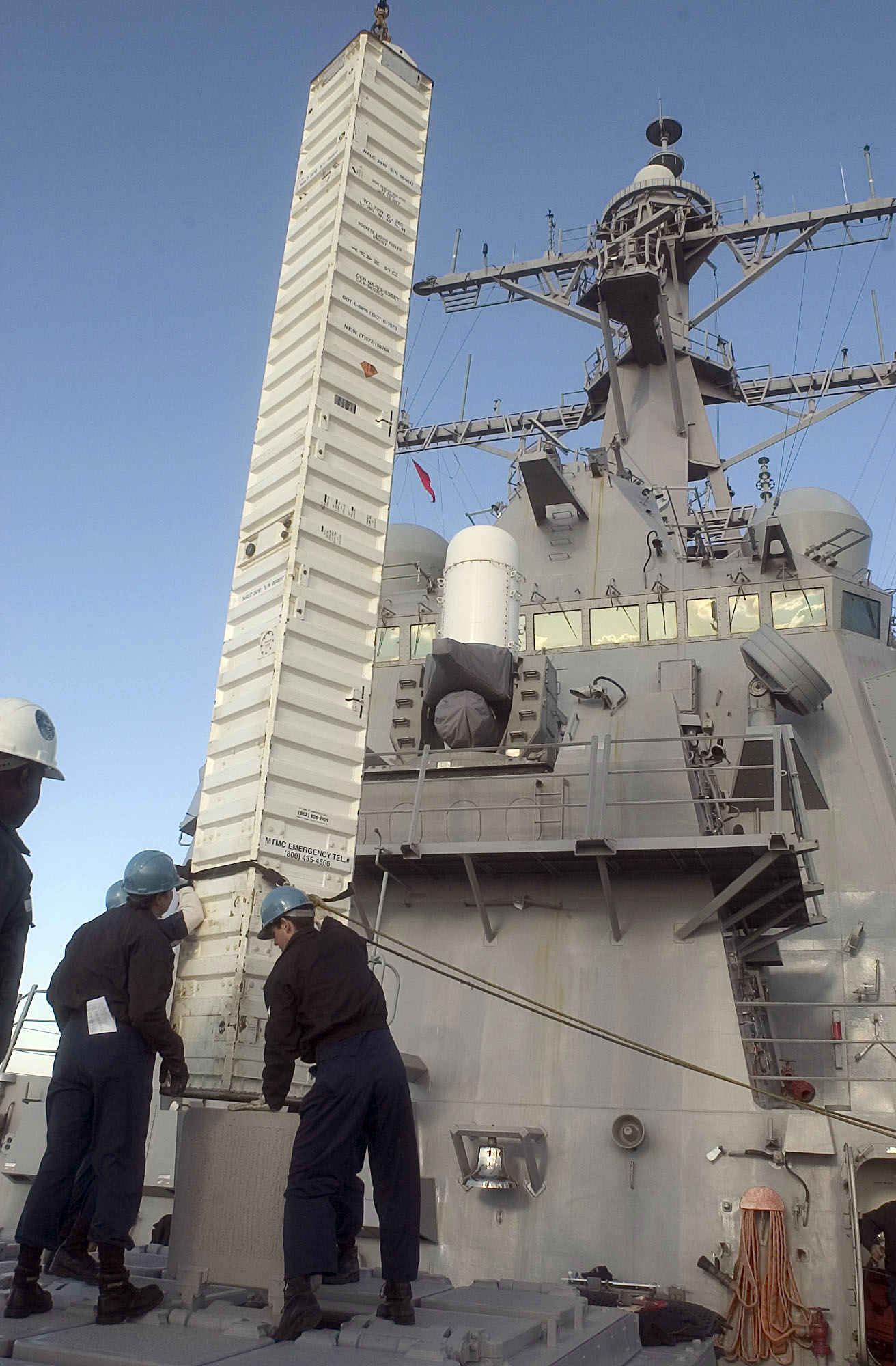
Контейнер з ракетою «Томагавк» завантажується в УВП на борту есмінця класу «Арлі Берк»

Установка вертикального пуску (УВП) (англ. vertical launching system, VLS) — передова система для розміщення та стрільби ракетами на мобільних морських платформах, таких як надводні кораблі та підводні човни. Кожна установка вертикального пуску складається з ряду комірок, у яких можна розмістити одну або кілька ракет, готових до стрільби. Як правило, кожна комірка може містити кілька різних типів ракет, що дозволяє завантажувати на корабель найкращий набір ракет для різних місій. Крім того, коли розробляються нові ракети, вони зазвичай встановлюються на існуючі установки вертикального пуску цієї країни, що дозволяє існуючим кораблям використовувати нові типи ракет без дорогого доопрацювання. Після запуску, ракета летить вертикально вгору достатньо далеко від комірки та корабля, а потім змінює напрямок руху в бік цілі.
УВП дозволяє надводним бойовим кораблям мати більшу кількість зброї, готової до стрільби в будь-який момент часу в порівнянні зі старішими пусковими системами, такими як пускові установки Mark 13 і пускові установки Mark 26, яким подавалися ракети зі сховища під палубою. На додаток до більшої вогневої потужності, УВП набагато стійкіша до пошкоджень і надійніша, ніж попередні системи, і має меншу радіолокаційну площу розсіювання. Зараз ВМС США використовує виключно УВП для своїх есмінців з керованим ракетним озброєнням і крейсерів.
Найпоширенішою установкою вертикального пуску в світі є Mark 41, розроблена Військово-морськими силами США. Понад 11 000 ракетних комірок УВП Mark 41 було доставлено або замовлено для використання на 186 кораблях 19 класів кораблів у 11 флотах по всьому світу. Ця система на сьогодні стоїть на озброєнні у ВМС США, а також ВМС Австралії, Данії, Нідерландів, Німеччини, Японії, Нової Зеландії, Норвегії, Південної Кореї, Іспанії та Туреччини, тоді як інші, як ВМС Греції, віддали перевагу аналогічній системі Mark 48.
Удосконалена установка вертикального пуску Mark 57 використовується на есмінці класу Зумвольт. Старіші системи Mark 13 і Mark 26 залишаються в експлуатації на кораблях, які були продані в інші країни, такі як Тайвань і Польща.
При встановленні на атомні торпедні підводні човни, УВП дозволяє використовувати більшу кількість і різноманітність зброї, ніж використання лише торпедних апаратів.

## Тип запуску

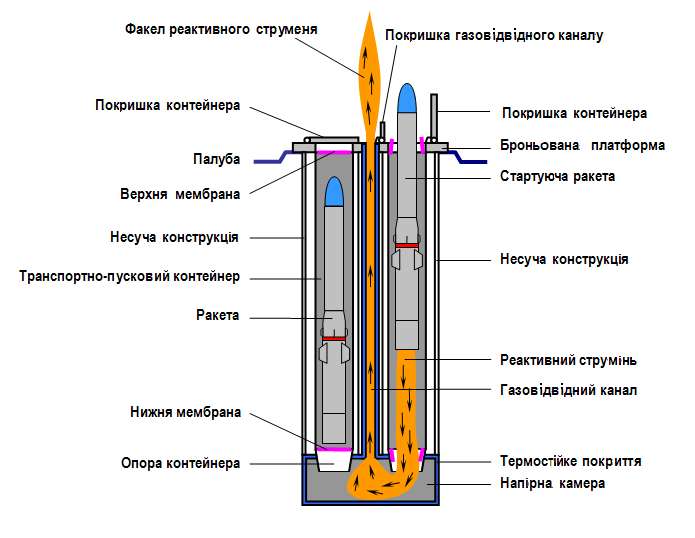
Схема «гарячого запуску» з УВП Mark 41

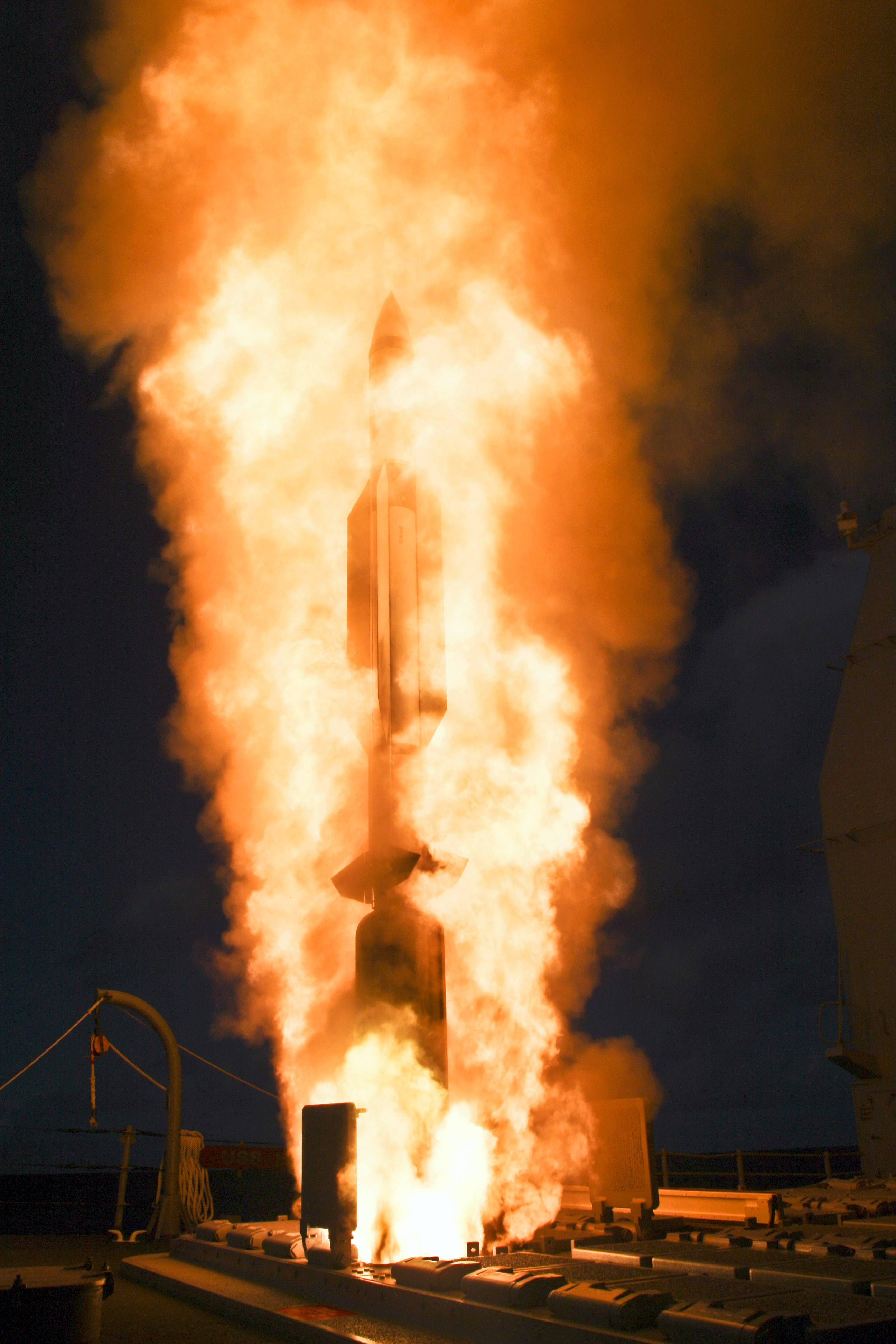
Ракета RIM-156A, запущена з комірки УВП на у 2008 році.

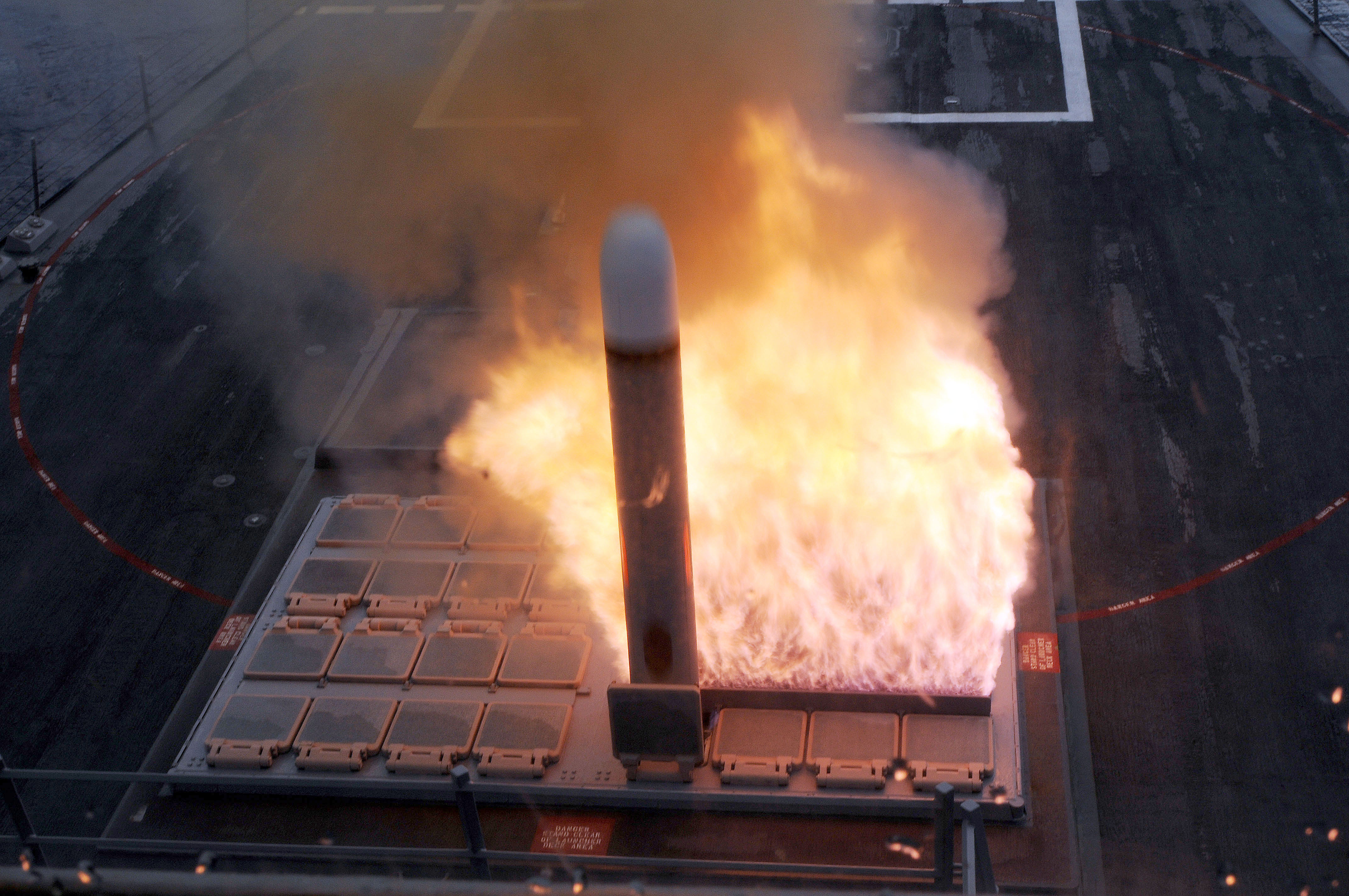
Гарячий запуск ВМС США із УВП Mark 41 ракети «Томагавк».

Установка вертикального пуску може здійснювати як гарячий пуск, коли ракета запалюється в камері, так і холодний пуск, коли ракета викидається газом, виробленим газогенератором, який не є частиною самої ракети, а потім ракета запалюється. «Холодний» означає відносно холодний у порівнянні з викидами ракетного двигуна. Установка гарячого запуску не вимагає механізму катапультування, але вимагає певного способу утилізації вихлопних газів і тепла ракети, коли вона залишає комірку. Якщо ракета запалюється в камері без механізму викиду, комірка повинна витримати величезне тепло, що виділяється, не запалюючи ракети в сусідніх комірках.

### Гарячий запуск
Перевага системи гарячого запуску полягає в тому, що ракета вилітає з пускової камери за допомогою власного двигуна, що усуває необхідність в окремій системі для викидання ракети з пускової труби. Це потенційно робить систему гарячого запуску відносно легкою, компактною та економічною для розробки та виробництва, особливо якщо вона розроблена на базі менших ракет. Потенційним недоліком є те, що несправна ракета може зруйнувати пускову трубу. Американські надводні УВП мають ракетні комірки, розташовані в сітці з однією кришкою на комірку, і є системами «гарячого запуску»; двигун запалюється всередині комірки під час запуску, і, таким чином, їм потрібні вихлопні труби для полум'я та газів ракети. Франція, Італія та Велика Британія використовують подібну систему гарячого запуску Sylver у PAAMS.

### Холодний запуск
Перевага системи холодного пуску полягає в її безпеці: у разі несправності двигуна ракети під час запуску, система холодного пуску може викинути ракету, зменшуючи або усуваючи загрозу. З цієї причини російські УВП часто спроєктовані з нахилом, щоб несправна ракета приземлилася у воді, а не на палубі корабля. Зі збільшенням розміру ракети переваги катапультування збільшуються. Починаючи з певного розміру, ракетний прискорювач не можна безпечно запалити в межах корпусу корабля. Більшість сучасних МБР і БРПЧ мають холодний запуск. Росія виробляє системи холодного пуску як сіткові, так і револьверні системи з більш ніж однією ракетою на одну кришку комірки. Росія також використовує систему холодного запуску для деяких своїх ракетних установок вертикального пуску, наприклад, ЗРК Тор.

### Концентричний контейнерний запуск
Деякі військові кораблі ВМС Китаю використовують концентричну контейнерну систему запуску (CCL), яка може здійснювати як гарячий, так і холодний запуск на борту есмінця типу 052D і есмінця Type 055. Універсальна пускова система пропонується на експорт.
Старі китайські кораблі використовують систему єдиного запуску: есмінці типу 052C, наприклад, використовують систему холодного пуску; фрегати типу 054А, систему гарячого пуску.

## Інші платформи
Пересувні ракетні комплекси — це колісні або гусеничні наземні транспортні засоби для запуску ракет «земля-повітря» та «земля-земля». У більшості систем ракети транспортуються в горизонтальній конфігурації поза батареєю: щоб вести вогонь, транспортний засіб має зупинитися, а транспортну/пускову трубу перед пострілом підняти у вертикальне положення.
BAE Systems подала патенти на використання ракет вертикального запуску з модифікованих пасажирських літаків.

## Установки за країнами

### НАТО
У 2021 році Центр військових досліджень опублікував загальну кількість осередків УВП, які використовуються чотирнадцятьма військово-морськими силами НАТО. Результати відображено нижче.
| Країна          | Класи суден і прибл. кількість комірок УВП                                                                                        | Усього | Комірки УВП із крилатими ракетами морського базування (КРМБ) |
| --------------- | --- | ------ | ------------------------------------------------------------ |
| США             | - 67 × 90/96 Есмінці типу «Арлі Берк» - 22 × 122 Ракетні крейсери типу «Тікондерога» - 2 × 80 Ескадрені міноносці типу «Зумвольт» | 8900   | 8700+ Арсенал КРМБ / Не включені УВП на підводних човнах.    |
| Всього у Європі | - | 2328   | 688                                                          |
| Велика Британія | - 6 × 48 Ескадрені міноносці типу 45 - 13 × 32 Фрегати типу 23                                                                    | 704    | -                                                            |
| Франція         | - 2 × 48 Ескадрені міноносці типу Горизон - 6 × 32 Фрегати типу Аквітанія                                                         | 288    | 6 × 16 = 96 КРМБ розгорнуто на фрегатах типу Аквітанія       |
| Данія           | - 2 × 36 Кораблі підтримки типу «Абсалон» - 3 × 56 Фрегати типу «Івер Гюітфельд»                                                  | 240    | 3 x 32 = 96 / Без КРМБ                                       |
| Іспанія         | - 5 × 48 Фрегати типу «Альваро де Басан»                                                                                          | 240    | 5 × 48 = 240 / Без КРМБ                                      |
| Італія          | - 2 × 48 Ескадрені міноносці типу «Орідзонте» - 8 × 16 Фрегати типу Карло Бергаміні                                               | 224    | Без КРМБ                                                     |
| Канада          | - 12 × 16 Фрегати типу «Галіфакс»                                                                                                 | 192    | -                                                            |
| Нідерланди      | - 4 × 40 Фрегати класу «Де зевен провінцієн» - 2 × 16 Фрегати типу «Карел Доорман»                                                | 192    | 4 × 40 = 160 / Без КРМБ                                      |
| Німеччина       | - 4 × 16 Фрегати типу «Бранденбург» - 3 × 32 Фрегати типу «Саксонія»                                                              | 160    | 3 × 32 = 96 / Без КРМБ                                       |
| Туреччина       | - 2 × 8 Фрегати типу «Барбарос» - 2 × 32 Фрегати типу «Саліх Рейс» - 4 × 8 Фрегати типу «G»                                       | 112    | -                                                            |
| Греція          | - 4 × 16 Фрегати типу «Гідра» | 64     | -                                                            |
| Норвегія        | - 3 × 8, 1 × 16 Фрегати типу «Фрітьоф Нансен»                                                                                     | 40     | -                                                            |
| Бельгія         | - 2 × 16 Фрегати типу «Карел Доорман»                                                                                             | 32     | -                                                            |
| Португалія      | - 2 × 16 Фрегати типу «Карел Доорман»                                                                                             | 32     | -                                                            |

Примітка. У наведену вище таблицю не включені військово-морські сили НАТО, які не мають установок вертикального пуску, а саме Албанія, Болгарія, Хорватія, Естонія, Фінляндія, Ісландія, Латвія, Литва, Північна Македонія, Польща, Румунія та Словенія.

### Інші

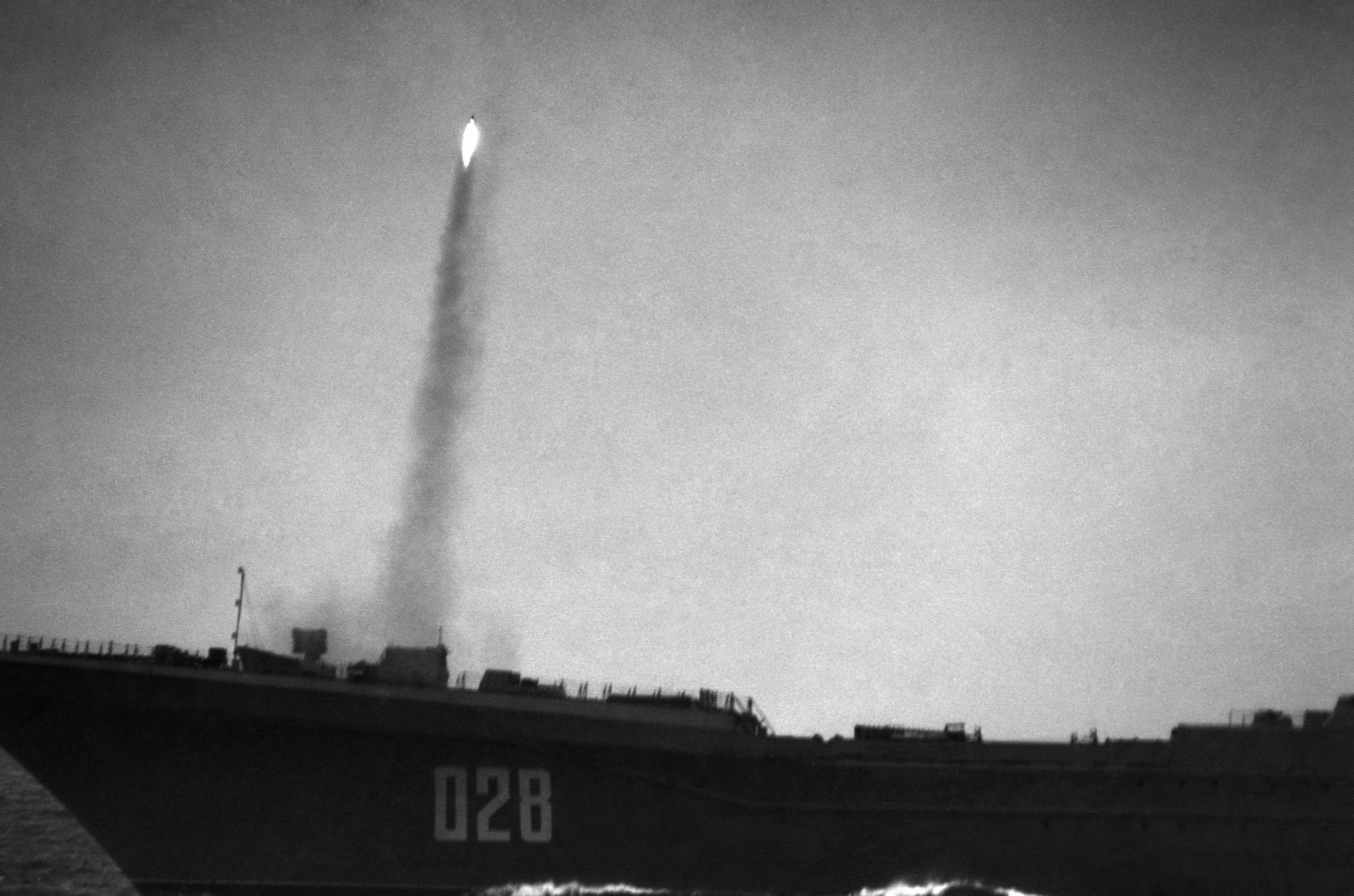
Радянський ракетний крейсер запускає ракету з УВП «Тор»

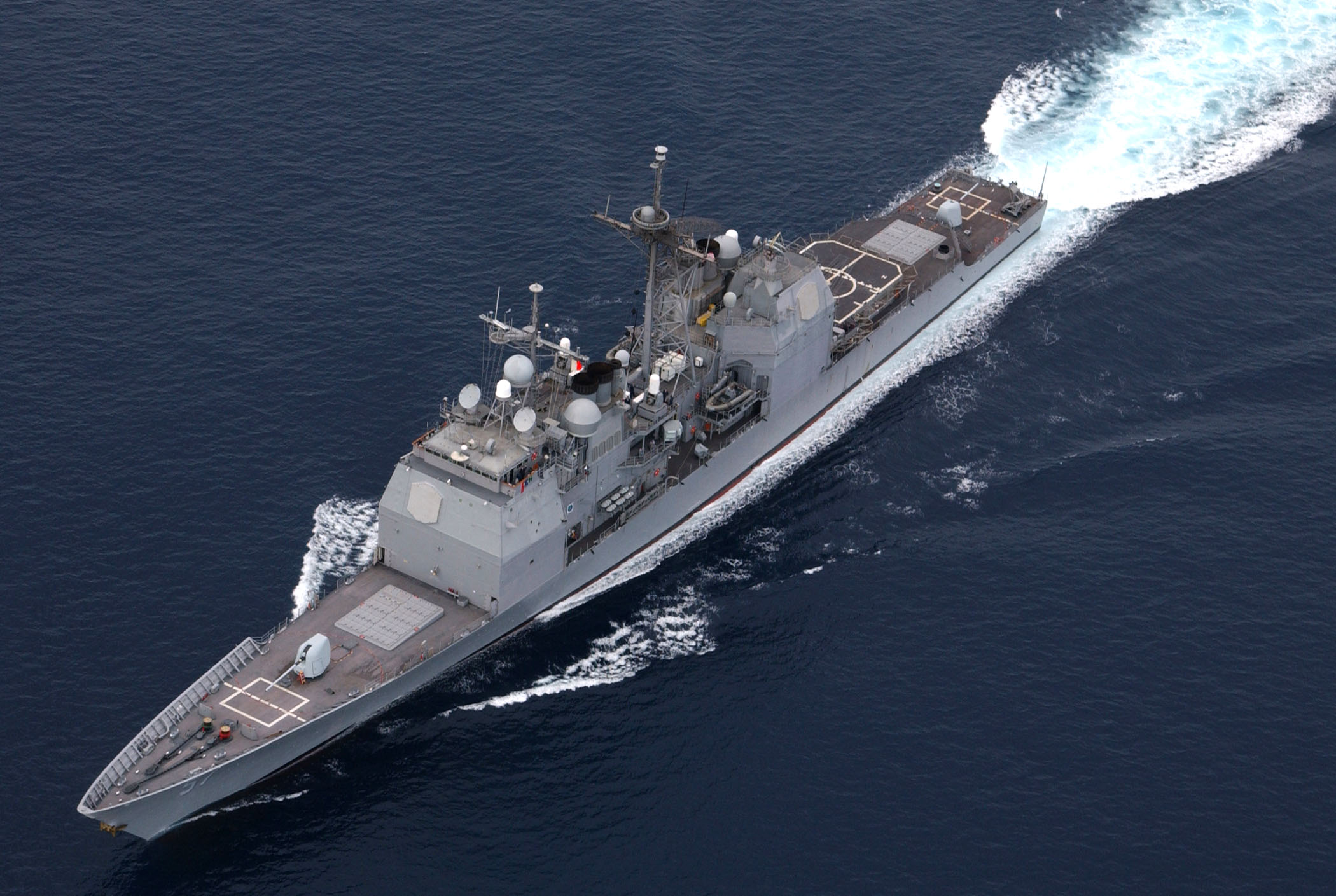
Вид згори на ракетний крейсер типу «Тікондерога» з УВП в носовій і кормовій частинах, що помітні як сірі квадарти біля носа і корми корабля

Алжир
- Фрегати типу «Ель-Радії» — Umkhonto[en] (32 комірки)

 Австралія
- Фрегати типу «Анзак»[en] — Mark 41 Mod 16 (8 комірок)
- Есмінці типу «Гобарт»[en] — Mark 41 (48 комірок)
- Фрегати типу «Гантер»[en] — Mark 41 (32 комірки)

 Бразилія
- Фрегати типу «Тамандаре»[en] — GWS.35 (12 комірок)

 Чилі
- Фрегати типу «Карел Доорман»[en] — Mark 48 Mod 1 (16 комірок)
- Фрегати типу 23 — GWS.26 (32 комірки)
- Фрегати типу «Аделаїда» — Mark 41 Mod 16 (8 комірок)

 КНР
Надводні кораблі
- Есмінці типу 055[en] — Concentric Canister Launch System (112 комірок)
- Есмінці типу 052D[en] — Concentric Canister Launch System (64 комірки)
- Есмінці типу 052C[en] — H/AJK03 HHQ-9 (48 комірок)
- Есмінці типу 051С[en] — 48N6E (48 комірок)
- Есмінці типу 051B[en] — H/AJK16 HQ-16[en] або Yu-8[en] (32 комірки)
- Есмінці типу Соврємєнний — H/AJK16 HQ-16[en] або Yu-8[en] (32 комірки)
- Фрегати типу 054A[en] — H/AJK16 HQ-16[en] або Yu-8[en] (32 комірки)

 Єгипет
- Тахья Міср (FFG1001) — SYLVER[en] A43 (16 комірок)

 Фінляндія
- Ракетні катери типу «Гаміна» — Umkhonto[en] (8 комірок)
- Мінні загороджувачі типу «Хямеенмаа»[en] — Umkhonto[en] (8 комірок)

 Індія
Надводні кораблі
- INS Viraat — Barak 1[en] (16 комірок)
- INS Vikramaditya — Barak 1[en] (24 комірки) та Barak 8[en]
- Есмінці типу «Калькута»[en] — Barak 8[en]/Barak 1 (32 комірки) та BrahMos (16 комірок)
- Есмінці типу «Делі»[en] — Barak 1 (32 комірки)
- Есмінці типу «Раджпут»[en] — BrahMos (8 комірок) та Barak 1
- Фрегати типу «Шівалік»[en] — Club або BrahMos (8 комірок) та Barak 1 (32 комірки)
- Фрегати типу «Талвар»[en] — Club або BrahMos (8 комірок)
- Фрегати типу «Брахмапутра»[en] — Barak 1 (24 комірки)
- Фрегати типу «Годаварі»[en] — Barak 1 (24 комірки)
- Корвети типу «Каморта»[en] — Barak 1 (16 комірок)

Підводні човни
- Підводні човни типу «Аріхант»[en] — K-4 або K-15 (8 комірок)

 Індонезія
- Корвети типу «Бунг Томо»[en] — MICA (ракета) (16 комірок)
- Фрегати типу «Мартадіната»[en] — MICA (ракета) (12 комірок)
- Фрегати типу «Ахмад Яні»[en] — УВП Yakhont (4 комірки) (раніше — фрегати класу «Ван Спейк»)

 Ізраїль
- Корвети 5 класу «Саар» — Barak 1[en] (2 x 32 комірки)

 Японія

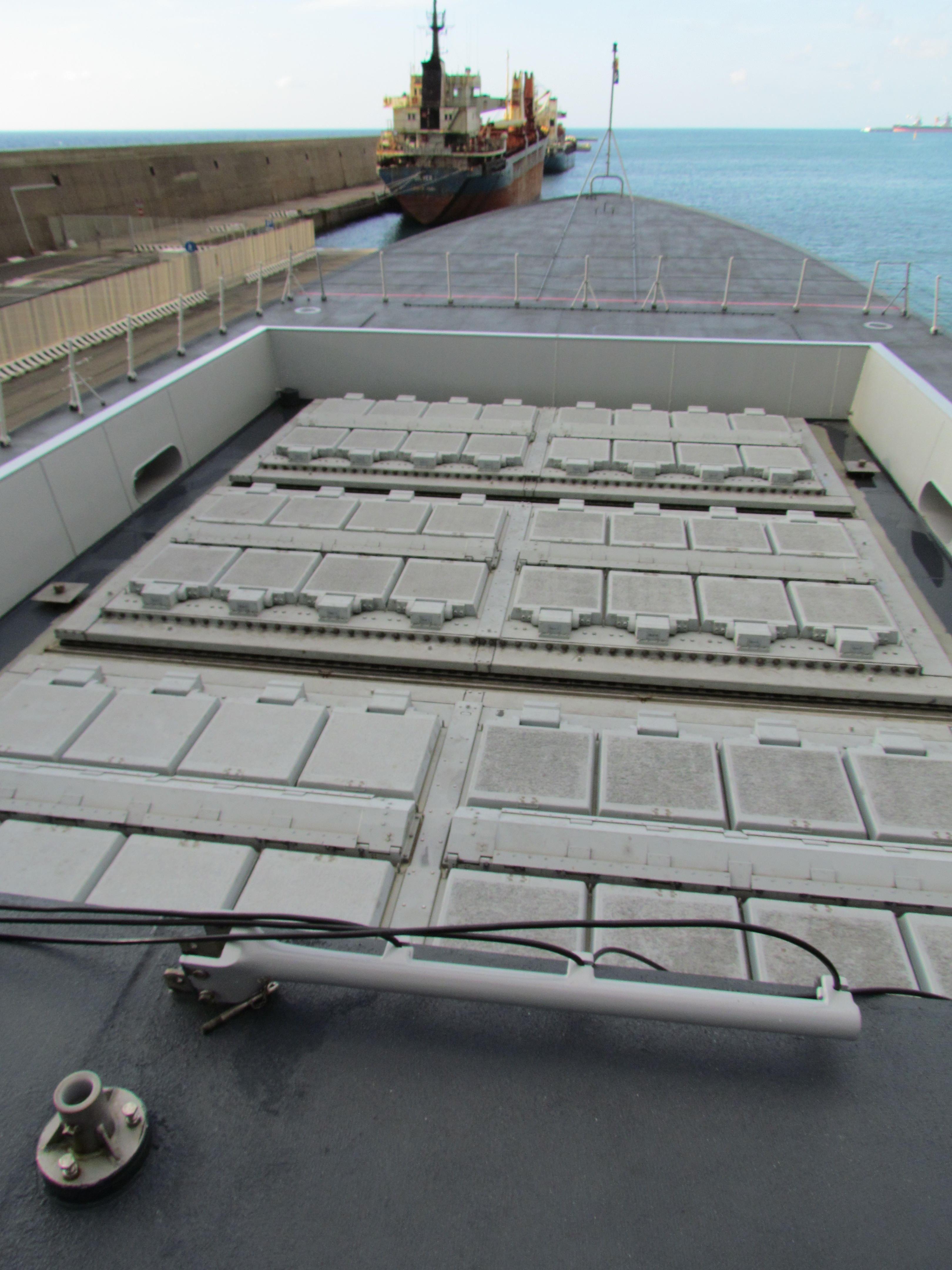
Комірки SYLVER на

- Есмінці-вертольотоносці типу «Хюґа» — Mark 41 (16 комірок)
- Есмінці типу «Конго» — Mark 41 (90 комірок)
- Есмінці типу «Атаго»[en] — Mark 41 (96 комірок)
- Есмінці типу «Майя» — Mark 41 (96 комірок)
- Есмінці типу «Мурасаме»[en] — Mark 41 (16 комірок) + Mark 48 (16 комірок)
- Есмінці типу «Таканамі»[en] — Mark 41 (32 комірки)
- Есмінці типу «Акідзукі»[en] — Mark 41 (32 комірки)
- Есмінці типу «Асахі»[en] — Mark 41 (32 комірки)
- Фрегати типу «Могамі»[en] — Mark 41 (16 комірок)
- JS Asuka[en] — Mark 41 (8 комірок)

 Малайзія
- Фрегати типу «Лекіу»[en] — GWS.26 (16 комірок)

 Марокко
- Мохаммед VI — SYLVER[en] A50 (16 комірок)

 Нова Зеландія
- Фрегати типу Анзак — GWS.35 (20 комірок)

 Оман
- Корвети типу «Харіф»[en] — MICA (ракета) (12 комірок)

 ПАР
- Фрегати типу «Велоур»[en] — Umkhonto[en] (16 комірок)

 Росія
Надводні кораблі
- Авіаносець типу «Кузнєцов»[en] — Граніт (12 комірок) + Кинджал (192 комірки)
- Лінійні крейсери типу «Кіров» — Граніт (20 комірок) + Форт/Форт-М (96 комірок) + Кинджал (128 комірок)
- Крейсери типу «Слава» — Форт (64 комірки)
- Есмінці типу «Удалой»[en] — Кинджал (64 комірки)
- Фрегати типу «Нєустрашимий» — Кинджал (32 комірки)
- Фрегат типу «Адмірал Григорович» — 3С14 для Калібр або BrahMos (8 комірок) + 3С90М для 9M317M (24 комірки)
- Фрегати типу «Адмірал Горшков» — 3С14 для Калібр або Онікс (16 комірок) + система Редут для різних типів ракет (32 комірки)
- Фрегати типу «Гепард»[en] — 3С14 для Калібр або Онікс (8 комірок)
- Корвети типу «Стєрєгущий»[en] — Редут (12 комірок)
- Корвети типу «Грємящий»[en] — Редут (2 x 8 комірок) + 3С14 для Калібр або Онікс (8 комірок)
- Корвети типу «Буян» — 3С14 для Калібр або Онікс (8 комірок)
- Корвети типу «Каракурт» — 3С14 для Калібр або Онікс (8 комірок)
- Сторожові кораблі проєкту 22160Е — 3С14 для Калібр або Онікс (8 комірок)[7]
- Судно супроводу «Корсар» — 3С14 для Калібр (8 комірок)[8]

Підводні човни
- Амур 950[en] — 3С14 для Калібр або BrahMos (10 комірок)[9]
- Підводні човни класу «Оскар» — Граніт (24 комірки) + РПК-2 «Вьюга»[en] (28 комірок)
- Ясен-М — 3С14 для Калібр (40 комірок) або Онікс (32 комірки)[10]
- Підводні човни класу «Акула» — Р-39 Ріф (20 комірок)[11]
- Підводні човни проєкту 667БДР «Кальмар» — Р-29 Висота (16 комірок)[12]
- Підводні човни проєкту 667БДРМ «Дельфин» — Р-29РМУ Сінєва або Р-29РМ Штіль (16 комірок)[13]
- Підводні човни класу «Борей» — РСМ-56 Булава (16 комірок)[14]

 Сінгапур
- Фрегати типу «Формідейбл»[en] — SYLVER (32 комірки)
- Корвети типу «Вікторі»[en] — Barak 1 (2 x 8 комірок)

 Південна Корея
Надводні кораблі
- Есмінці типу «Квангетхо Теван»[en] (KDX-I) — Mark 48 (16 комірок)
- Есмінці типу «Чхунмугон Лі Сунсін»[en] (KDX-II) — Mark 41 (32 комірки) + KVLS[en] (K-VLS) (24 комірки / 32 комірки)
- Есмінці типу «Король Седжон»[en] (KDX-III) — Mark 41 (80 комірок) + K-VLS[en] (48 комірок)
- Мінні загороджувачі «Нампо»[en] — K-VLS[en] (4 комірки)
- Танкодесантні кораблі «Чхонванбон»[en] — K-VLS[en] (4 комірки)
- Фрегати типу «Даегу»[en] — K-VLS[en] (16 комірок)

Підводні човни
- Ясен-М[en] — K-VLS[en] (10 комірок)

 Таїланд
- Фрегати типу «Наресуан»[en] — Mark 41 (8 комірок)
- Фрегати типу «Пхуміпон Адульядет»[en] — Mark 41 (8 комірок)